# BlackBerry Priv

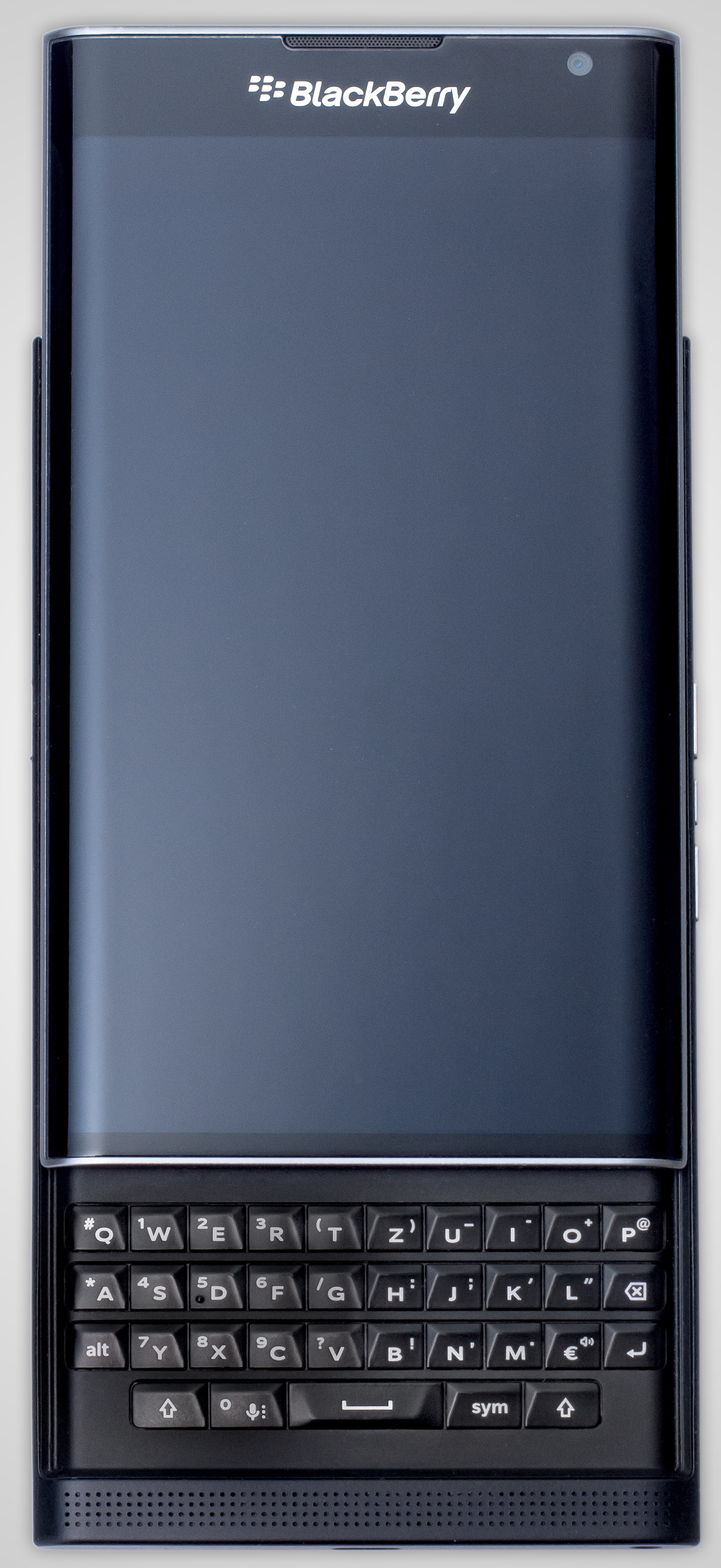
Blackberry Priv

BlackBerry Priv es un teléfono inteligente con un teclado deslizable desarrollado por BlackBerry. Tras una serie de fugas, se anunció oficialmente por el CEO de BlackBerry John Chen el 25 de septiembre de 2015, con pre-órdenes de abrir el 23 de octubre de 2015 para un lanzamiento el 6 de noviembre de 2015.
El Priv es el primer teléfono inteligente de BlackBerry que no se ejecute en uno de los sistemas operativos propietarios de la empresa (es decir, BlackBerry 10, BlackBerry OS); en su lugar se ejecuta una versión de Android. Mediante la ejecución de Android, la compañía busca aprovechar las ventajas de la mayor cantidad de aplicaciones disponibles en Android a través de Google Play Store, a diferencia de los dispositivos existentes, que se limitaban a las aplicaciones que sólo están disponibles en BlackBerry Mundial y el no oficial Amazon Appstore.